# سكاط (آيت عباس)
سكاط هي إحدى مشيخات المملكة المغربية، تتبع جغرافيا لإقليم أزيلال وإداريًا لآيت عباس. يقدر عدد سكانها بـ 2871 نسمة حسب الإحصاء الرسمي للسكان والسكنى لسنة 2004.